# تلویزیون امبلین
تلویزیون اَمبلین (انگلیسی: Amblin Television) بخش تولید نمایش های تلویزیونی شرکای اَمبلین است. این بخش در سال ۱۹۸۴ توسط اَمبلین اینترتینمنت به عنوان بازوی تولید مجموعه آنتولوژی داستان های شگفت انگیز استیون اسپیلبرگ برای ان بی سی تاسیس شد. این شرکت مجموعه های تلویزیونی یاکو و واکو٬ بخش فوریت های پزشکی و آمریکایی ها را تولید كرده است.

## سریال های در حال پخش
| عنوان                             | شال تولید   | شبکه          |
| --------------------------------- | ----------- | ------------- |
| روزول، نیومکزیکو                  | ۲۰۱۹-تاکنون | سی دابلیو     |
| داستان های شگفت انگیز             | ۲۰۲۰-تاکنون | اپل تی‌وی پلاس |
| اردوی جهانی ژوراسیک کرتاسه        | ۲۰۲۰-تاکنون | نتفلیکس       |
| یاکو واکو (مجموعه تلویزیونی ۲۰۲۰) | ۲۰۲۰-تاکنون | هولو          |
| بیگانه ساکن                       | ۲۰۲۱ تاکنون | سای فای       |